# المصادرة الإسبانية

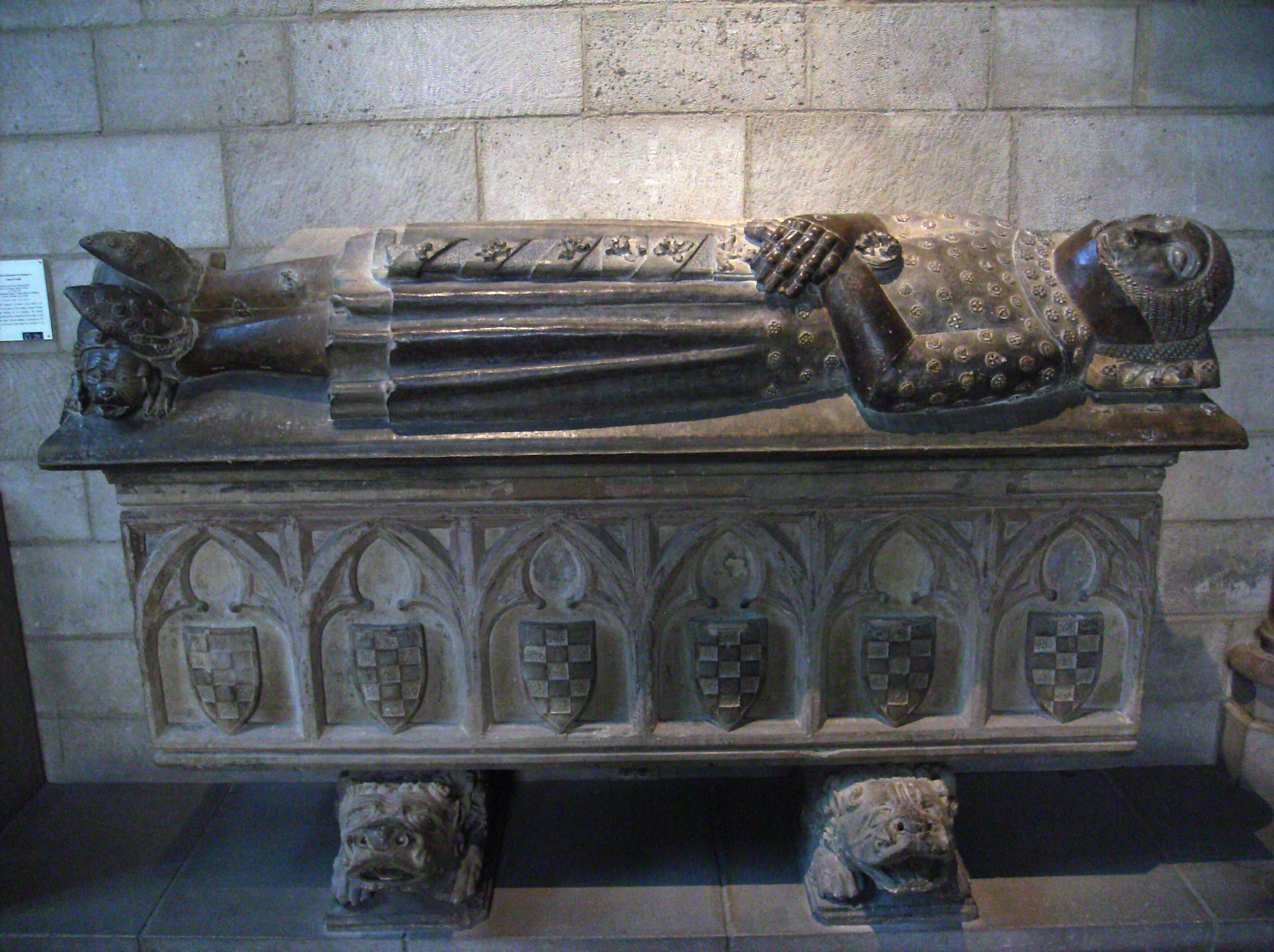

كانت المصادرة الإسبانية عبارة عن استيلاء الحكومة الإسبانية على الممتلكات وبيعها، بما في ذلك ممتلكات الكنيسة الكاثوليكية، واستمرت منذ أواخر القرن الثامن عشر حتى أوائل القرن العشرين. كانت المصادرة عمليةً تاريخيةً واقتصاديةً واجتماعيةً طويلةً، وبدأت في عام 1798 تحت اسم «مصادرة جودوي»، وانتهت في 16 ديسمبر 1924، وكانت مشابهة لإحدى الحوادث في عهد تشارلز الثالث ملك إسبانيا.
مثلت المصادرة الاستيلاء القسري على أراضي وممتلكات «الممولين» (الكنيسة الكاثوليكية والطوائف الدينية) التي جمعتها من المنح والوصايا، ومن البلديات. ثم باعت الحكومة المصادرات في السوق أو من خلال المزادات العامة. حصلت حوادث مماثلة في بعض البلدان الأخرى مثل المكسيك.
كان الهدف إسبانيا الرئيسي من المصادرات هو الحصول على المال لسداد سندات الدين العام، المعروفة باسم قسائم الملكية، والتي تصدرها الدولة لتمويل نفسها. كانت الحكومة تأمل أيضًا في زيادة الثروة الوطنية، وإنشاء برجوازية وطبقة متوسطة من المزارعين الذين يمتلكون الأراضي ويزرعونها، وتعزيز الظروف الرأسمالية (على سبيل المثال، الخصخصة وتأمين نظام مالي قوي) حتى تتمكن الدولة من جمع المزيد من الضرائب. كانت المصادرة إحدى الأسلحة السياسية التي عدّل الليبراليون الإسبان بواسطتها نظام ملكية الحكم الأترافي خلال النصف الأول من القرن التاسع عشر.

## المصادرة خلال الحكم الأترافي

### مقترحات أولافيد وجوفيلانوس
عزا المسؤولون الصراعات الزراعية الإسبانية خلال نظام الحكم الأترافي إلى مقدار الممتلكات الدينية التي يحتفظ بها «الممولون» (الكنيسة والبلديات بشكل أساسي). كانت هذه الأراضي مزروعة بشكل سيء وبقيت خارج السوق بسبب عدم القدرة على التصرف بها، أي لم يكن من الممكن بيعها أو رهنها أو التنازل عنها. أدى ذلك إلى زيادة سعر الأرض «الحرة»، ولم تكن الممتلكات الدينية خاضعة للضريبة بسبب امتيازات أصحابها. اشتكى خوسيه مونينو، أول كونت لفلوريدابلانكا ووزير تشارلز الثالث في بلاغ صدر في عام 1787 من «أضرار جسيمة نتيحة الاستهلاك الديني».
اقترح كل من بابلو دي أولافيد وكاسبر ميلكور دي جوفيلانوس بيع الأراضي المهجورة القابلة للإصلاح: الأراضي البلدية غير المزروعة وغير المأهولة التي كانت تُستخدم عمومًا كمراعي للماشية.
اعتبر أولافيد الحماية الممنوحة للماشية سببًا للتخلف الزراعي وقال إنه «يجب استصلاح جميع الأراضي». بموجب اقتراحه، بيعت كل قطعة من هذه الأراضي بشكل أساسي للأثرياء، بسبب امتلاكهم للإمكانيات اللازمة لزراعتها، مع تخصيص عدد أقل من الأراضي للمزارعين الذين لا يملكون القدرة على استصلاحها. استُخدمت العائدات من هذه العملية لإنشاء بنك توفير إقليمي لتأمين المال اللازم للأشغال العامة مثل الطرق والقنوات والجسور.
أما اقتراح جوفيلانوس فقد كان أكثر راديكالية، فعلى عكس أولافيد الذي دعا إلى بيع الأراضي المهجورة فقط، وبالتالي احترام موارد البلدية، اقترح خصخصة «أراضي المجلس»، بما في ذلك ممتلكات البلدية التي جلبت عائدات الضرائب. دافع جوفيلانوس، وهو من أشد المؤيدين لليبرالية الاقتصادية، عن البيع «الحر والمطلق» لهذه الممتلكات، دون تمييز بين المشترين المحتملين. وعلى عكس أولافيد، لم يكن قلقًا بشأن احتمالية انتقال الأرض إلى أيدي عدد قليل من الأقطاب، لأنه، كما أشار فرانسيسكو توماس إي فالينتي، اعتبر «تحرير» الأراضي المهجورة وأراضي المجلس «أمرًا جيدًا» في ذاته. أثرت أفكار جوفيلانوس، التي نُشرت على نطاق واسع بفضل تقريرحول القانون الزراعي كتبه في عام 1795، في الليبراليين الذين بدؤوا مصادرة القرن التاسع عشر بقوانين أشد من تلك التي اقترحها أولافيد، والتي لم يُعلن عنها بشكل صريح.
لم يدافع أولافيد وجوفيلانوس عن مصادرة ممتلكات الكنيسة، لكنهم اقترحوا الحد، بطرق سلمية، من حصول المؤسسات الكنسية على المزيد من الأراضي. رفضت الكنيسة ومعظم أعضاء المجلس الملكي هذا الاقتراح عند طرحه للتصويت في يونيو 1766. وأدرج منشوران للدفاع عنه في دليل الكتب المحرمة لمحاكم التفتيش الإسبانية: تقرير حول القانون الزراعي (1795)، لجوفيلانوس، ومعاهدة الدفعات الملكية للاستهلاك الديني (1765)، لبيدرو رودريغيز، كونت كامبومانيس.

## التبعات

### اجتماعيًا
يمكن تقسيم إسبانيا خلال فترة المصادرة تقريبًا إلى منطقة جنوبية تسود فيها العقارات الكبيرة ومنطقة شمالية من المزارع الصغيرة ومتوسطة الحجم. كانت إحدى نتائج المصادرة تباين التركيبة السكانية للمنطقتين بشكل كبير بناءً على حجم القطع المعروضة للبيع بالمزاد، وتغير هيكل ملكية الأرض كما بين المؤرخ ريتشارد هير. اشترى سكان القرى المجاورة أراض صغيرةً، في حين اشترى الإسبان الأثرياء قطعًا أكبر وعاشوا في المدن التي غالبًا ما كانت بعيدةً عنهم. كان لدى عدد قليل جدًا من صغار المزارعين القدرة المالية الكافية للمزايدة على العقارات الكبيرة في الجنوب، ما عزز من الإقطاعية في المنطقة. على عكس ما حصل بشكل عام في الشمال.
كانت خصخصة الممتلكات الجماعية التابعة للبلديات من النتائج الأخرى للمصادرة، إذ حُرم العديد من المزارعين من الموارد التي يعتمدون عليها في البقاء (مثل الحطب والمراعي)، ما أدى إلى هجرة سكان الريف إلى المناطق الصناعية في البلاد أو إلى الأمريكيتين، وبلغت هذه الهجرة ذروتها في أواخر القرن التاسع عشر وأوائل القرن العشرين.

### اقتصاديًا
جلبت المصادرة أكثر من 14 تريليون ريال إسباني من المزادات، وبالتالي تحسين المالية العامة. كما حسنت من الإنتاجية الزراعية للبلاد والمساحات المزروعة، والمحاصيل المتخصصة من خلال استثمارات ملاك الأراضي الجديدة. على سبيل المثال، نما إنتاج الزيتون والنبيذ بشكل كبير في أندلسية. ومع ذلك، تُعتبر إزالة الغابات من الآثار السلبية التي رافقت المصادرة الإسبانية.
بالإضافة إلى ذلك، عانى الشعب الإسباني من الضرر الذي لحق باقتصاد الكفاف عندما انتقلت الأراضي المجتمعية التي كانت تستخدم أساسًا للرعي إلى القطاع الخاص.